# Giacomo Sedati
Giacomo Sedati (Lanciano, 25 agosto 1921 – Roma, 7 gennaio 1984) è stato un politico e avvocato italiano, già ministro della Repubblica.

## Biografia
Di antica e nobile famiglia molisana, nasce a Lanciano (CH) il 25 agosto 1921 dall'avvocato Nicola Sedati e da Elisa de' Giorgio e trascorre la sua giovinezza tra Riccia (CB) e Campobasso dove svolge i suoi studi presso il Collegio Mario Pagano.
Sottotenente dei carristi durante la Seconda Guerra Mondiale, viene avviato alla politica dallo zio Giuseppe Spataro a partire dal 1943. Nel 1946 viene eletto Sindaco di Riccia.
Il primo seggio alla Camera dei Deputati lo ottiene come 1º eletto alle Elezioni politiche in Italia del 1948 all'età di 26 anni nel collegio del Molise nelle file della Democrazia Cristiana. Durante la sua carriera politica, Sedati ricopre numerosi incarichi di governo a partire dal 1955 in vari esecutivi come Sottosegretario al Lavoro e Previdenza Sociale, ai Lavori Pubblici e all'Agricoltura e Foreste. Nel 1963 è nominato Alto Commissario per il Vajont. Dal 1964 al 1968 Sedati ricopre la carica di Presidente della Commissione Agricoltura. Due volte Ministro dell'agricoltura e delle foreste nel secondo governo Leone e nel secondo governo Rumor e Presidente del Consiglio dei ministri dell'Agricoltura europei.
Negli anni settanta sarà Presidente della Commissione di Viglianza della RAI e successivamente della Commissione per la riforma dei servizi radiotelevisivi. Verrà poi riconfermato alla Camera dei deputati fino alla IX Legislatura nel 1983. 
Sposa a Roma nel 1955 la baronessa Adriana Rodriguez dalla quale avrà cinque figli (Maria Elisabetta, Carmen, Angela, Nicola e Francesca).
Muore improvvisamente a Roma il 7 gennaio 1984 all'età di 62 anni da deputato in carica; gli subentra alla Camera il collega Bruno Vecchiarelli.